# Абу Закарія Ях'я II
Абу Закарія Ях'я II аль-Ватік (араб. أبو زكرياء يحيى الواثق; нар. 1249–1280) — 3-й султан і 2-й халіф Держави Хафсідів у 1277—1279 роках. Відомий також як Ях'я II.

## Життєпис
Син халіфа Мухаммада I. Народився 1249 року в Тунісі. У 1277 році після смерті батька посів трон. Значний вплив при його дворі отримали сановники — міграти з Аль-Андалуса.
У 1279 році в Беджаї спалахнуло повстання проти хаджиба Ібн аль-Хаббабара. Він був відомий своєю ворожістю до релігійної течії Альмохадів (більшість належало до берберів). Ібн Халдун вказує на привід до повстання: Ібн аль-Хаббабар відправив свого брата Аб'ул-Ала Ідріса до Беджаї, щоб розібратися з фінансами міста, де керував валі Мухаммад ібн Абу Хілаль аль-Хінтаті. Останній, побоюючись викриття, в 1278 році вбив Абу'л-Алу і звернувся по допомогу до стрийка Абу Закарії Ях'ї II — Абу Ісхака Ібрагіма, який перебував у вигнанні. Той за допомогою аль-Хінтаті у квітні 1279 року захопив Беджаю, а в серпні вступив до Тунісу, де був оголошений султаном. оскільки більшість військових очільників виступило проти Абу Закарії Ях'ї II.
11 серпня 1279 року Абу Закарія Яхья II зрікся престолу і передав титул халіфа Абу Ісхак Ібрагіму. Проте у червні 1280 року через підозру у змові з християнами колишнього султана та 3 його синів — Аль-Фаділа, Аль-Тахіра й Аль-Таїба — було страчено. Врятувався лише Аль-Мустансир.